# Livet i en dansk skovsø
|  | Denne artikel er oprettet af botten Steenthbot ud fra en ekstern database. Den kan derfor have sproglige fejl eller mangler. Denne skabelon kan fjernes efter kontrol af indholdet. |

Livet i en dansk skovsø er en dansk dokumentarfilm fra 1943.

## Handling
To drenge tager ud for at opleve dyrelivet i en skovsø